# Xerasia punica
Xerasia punica is een keversoort uit de familie frambozenkevers (Byturidae). De wetenschappelijke naam van de soort is voor het eerst geldig gepubliceerd in 1988 door Goodrich & Springer.